# Expolit
Expolit é um evento que acontece todos os anos na cidade de Miami, Flórida, desde a sua fundação em 1992,  que tem por objetivo oferecer uma plataforma de divulgação da música e da literatura com conteúdo cristão. Esta exposição é frequentada por mídia internacional e líderes mundiais de tendência e opinião.  O congresso reuniu os melhores editores, cantores, autores e comunicadores do meio cristão latino. 

## História
Em 1992, o Sr. David Ecklebarger organizou a reunião de livreiros e distribuidores com o intuito de encontrar formas de melhorar a produção e distribuição de textos impressos na América Latina. Esse começo nobre se tornaria o centro da indústria cristã, conhecida desde então como Expolit. Após dois anos dessa iniciativa de sucesso, o Sr. David Ecklebarger delegou Marie M. Griffin para administrar esta convenção que oferece uma fonte de recursos e apoio para a Igreja e para a indústria. 
Por décadas, foi conhecida como a exposição de literatura e música cristã mais importante do mundo, mas hoje, tornou-se o ponto de encontro anual para treinamento e networking para líderes, pastores,  cantores e a mídia,  e todos os que, de uma forma ou de outra, servem à Igreja Hispânica.  
Em 2017, foi realizada a 25ª edição da convenção, onde parte dos fundos seria destinada para ajudar os cristãos que vivem no Oriente Médio. 
Na edição de 2021, Yadheera Báez foi apresentado como o novo diretor da Expolit.  Além disso, o Expolit Music Market e o programa New Authors foram lançados com sucesso, com a colaboração de Monitor Latino, ONErpm, Symphonic, The Orchard, Claro Música, Celi Marrero Media Planners, entre outros. 

### Divisões
ExpoKids e ExpoJoven, é já robusto programa mais recursos voltados para crianças e jovens, a fim de dotar a nova geração de um espaço de formação e educação.  

## Prêmios Águia
Desde 2010 os Prêmios Águila são criados sob a organização de El Mensaje Comunicaciones.  O Prêmio Águila tem se posicionado como o evento mais importante dentro da mídia com abordagem cristã, por reunir os mais influentes jornalistas e comunicadores dos Estados Unidos, América Latina, Caribe e Europa. 